# 戸田漕艇場

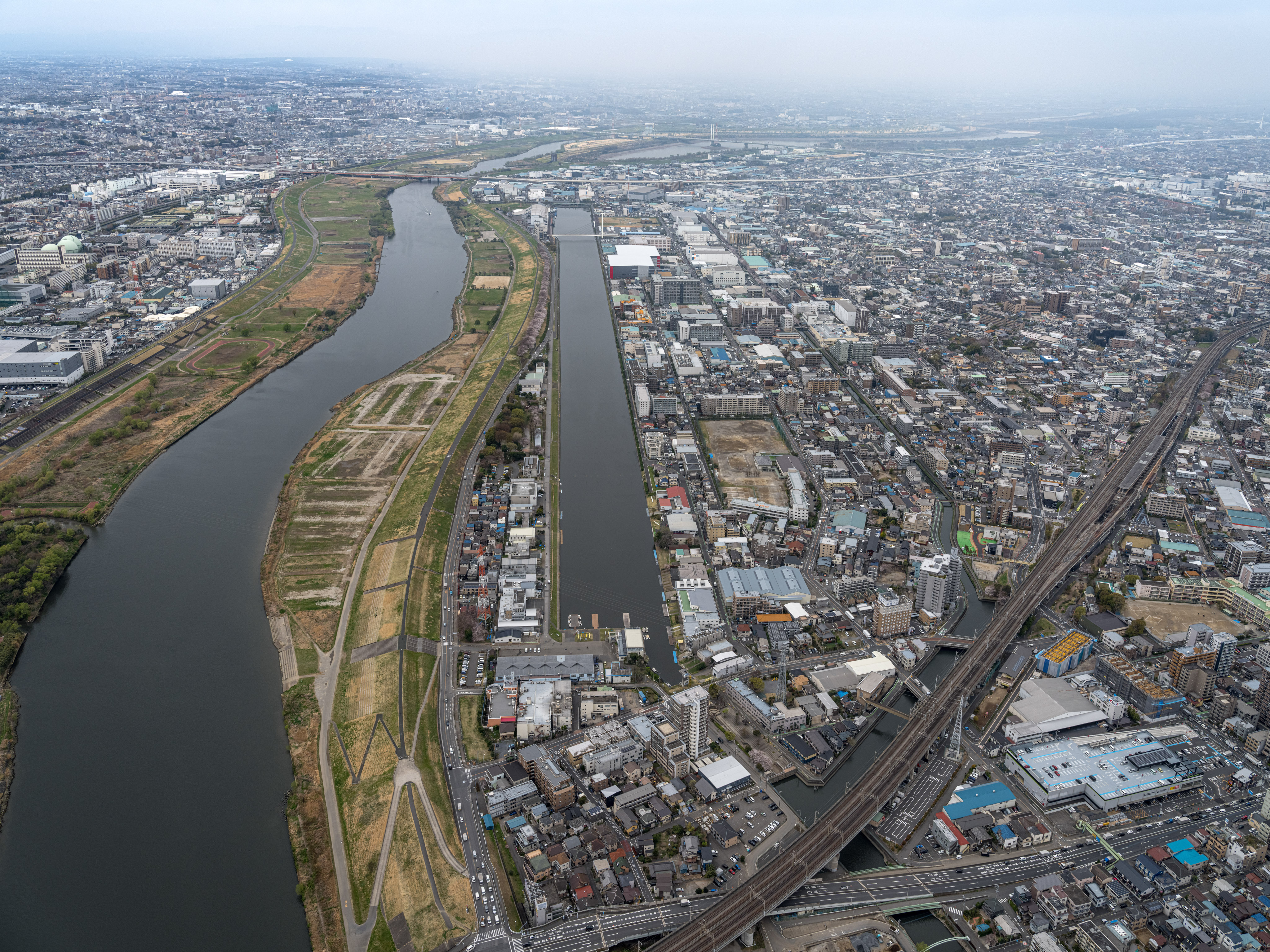
戸田漕艇場全景（2021年3月）

戸田漕艇場（とだそうていじょう）は、埼玉県戸田市の戸田公園内にあるローイング競技（ボート競技）コースである。別名「戸田ボートコース」。ナショナルトレーニングセンターボート強化拠点施設に指定されている。
2014年度（平成26年度）の有料施設（漕艇場・会議室・宿泊所）の利用者数は8万0739人/年度、利用料収入は452万0450円/年度だった。
東西約2500mの水路の内、戸田公園大橋から西端までの500mは戸田競艇場（ボートレース戸田）としても利用されている。

## 歴史
1935年（昭和10年）、内務省が荒川改修に伴う付帯工事として排水路の掘削を開始。浦和刑務支所の受刑者が構外作業として労働に従事した。
1937年（昭和12年）、東京オリンピック（1940年）のボート競技会場に選ばれ、ボートコースおよび治水対策のために建設が進められた。しかし、日中戦争（支那事変）の激化を理由に同オリンピックの開催権を日本が返上したため、同オリンピックでの使用はなくなった。ただし治水対策の面もあったため、建設工事は規模を縮小しながらも続けられ、1940年（昭和15年）に完成した。
オリンピックが中止となったため管理の担い手が宙に浮いた。財政面から埼玉県が管理者となることを拒否したため、一度は東京市が管理者となることが決まったが、1941年度より厚生省が管理費を計上、ボートコース周囲約三十万坪の敷地を含め国立綜合国民体育道場として開発することとなった。
1964年（昭和39年）開催の東京オリンピック（1964年）の会場となったため、拡幅工事や周辺整備をした。隣接する道路にはオリンピック通りという名前がつけられている。

### 年表
- 1936年（昭和11年）7月31日：第12回夏季オリンピックが1940年（昭和15年）に東京府東京市（現・東京都）で開催されることが決定。
- 1937年（昭和12年）
  - 5月：埼玉県北足立郡戸田村にて「戸田オリンピック・コース」の起工式を挙行[6]。
  - 7月7日：盧溝橋事件が勃発。後に支那事変（日中戦争）、第二次世界大戦に発展。
- 1938年（昭和13年）7月15日：東京オリンピック（第12回夏季五輪）の開催権の返上を正式に閣議で決定。
- 1940年（昭和15年）10月31日：「戸田オリンピック・コース」（幅70m）の竣工式を挙行[4][6]。
- 1941年（昭和16年）6月1日：戸田村が町制を施行して戸田町となった。
- 1954年（昭和29年）10月14日：戸田漕艇場に戸田競艇場が開場。
- 1959年（昭和34年）5月26日：第18回夏季オリンピックが1964年（昭和39年）に東京都で開催されることが決定。
- 1962年（昭和37年）11月1日：東京オリンピック（第18回夏季五輪）のボート競技会場となったため、戸田競艇組合と埼玉県都市競艇組合の決定により戸田漕艇場での競艇の開催が中止された[7]。
- 1963年（昭和38年）：改修工事を実施（幅90mに拡幅[4]）。
- 1964年（昭和39年）
  - 10月11日 - 15日：東京オリンピック（第18回夏季五輪）のボート競技会場として使用。
  - 12月1日：埼玉県営の戸田公園として開設[1]。
- 1965年（昭和40年）10月：競艇が再開。
- 1966年（昭和41年）10月1日：戸田町が市制施行して戸田市となった。
- 1988年（昭和63年）：戸田公園大橋が完成。
- 2003年（平成15年）：管理棟改築工事
- 2009年（平成21年）6月2日：戸田ボートコースおよび戸田艇庫を、ナショナルトレーニングセンターボート強化拠点施設に文部科学省が指定[8]。

## 施設
水は当初はコース西端の笹目川から引いたものであるが、そのための水門は1964年の東京オリンピック以後開いたことはない。したがって、現在は雨水と湧水でできている。水面長は2.5 kmに及ぶ長大なものである。500m地点には歩行者専用のつり橋である戸田公園大橋が架かり、橋から西側の水域は競艇場としても利用される。

### コース
北側から1 - 6レーン、回漕レーンと並んでいる。通常時は1 - 3レーンが往路、4 - 6レーンおよび回漕レーンが復路となり、内側のレーンを速い艇が、外側のレーンを遅い艇が航行する。レース開催時は回漕レーンが往路、1 - 6レーンが復路（レースコース）となる。1999年頃までは回漕レーンの隣が1レーンであったが、現在は6レーンとなっている。
- 0 - 500 m - 最も西側に位置する水域。2000mレースの際は0m地点がスタート地点となる。競艇開催時は閉鎖され、戸田競艇場として使用される。南岸には競艇場の諸施設があり、レース観戦者の伴走は不可能である。

- 500 - 1000m - 戸田公園大橋の東側の水域。500m地点より競艇場の施設がなくなるので、伴走が可能となる。

- 1000 - 1500m - 1000mレースの際は1000m地点がスタート地点となる。500 - 1500m地点の南岸は上段・下段の2層構造となっている。

- 1500 - 2000m - 南岸に中央大学艇庫、埼玉県営第二艇庫、観客席、管理棟などが立ち並ぶ。1000mレース・2000mレースともに、2000m地点がフィニッシュラインである。

- 2000m以東 - 大学・実業団の艇庫が多く立ち並び、この水域で練習を開始・終了する艇が多いため、徐行水域とされる。レース開催時は、フィニッシュした艇がしばらくの間この水域で待機することになる。

### 道路
500ｍ地点からコース東端までの南縁、および東岸に道路が整備されており、ローイング関係者が伴走するほか市民がジョギングする姿も見られる。また、各大学・実業団チームの自動車が通行する。

### 艇庫など
コース北岸・南岸を中心に、大学漕艇部や実業団チームが所有する艇庫が数多く立ち並ぶ。
コース東岸（南→北の順に記載）
- ハイパフォーマンススポーツセンター戸田艇庫（国立戸田艇庫）
- 東京海洋大学
- 埼玉県戸田艇庫第一艇庫

コース北岸（西→東の順に記載）
- 早稲田大学
- 慶應義塾大学
- 日本医科大学
- 東海大学
- 東京外語大学
- 日本大学
- 東京科学大学理工学系（旧：東京工業大学）
- 三菱養和会
- 東京海上スポーツ財団
- 明治安田生命
- 立教大学
- 東京科学大学医歯学系（旧：東京医科歯科大学）
- 共立女子大学・共立女子短期大学
- NTT東日本

コース南岸（西→東の順に記載）
- 中央大学
- 埼玉県戸田艇庫第二艇庫
- 埼玉県戸田艇庫カヌー艇庫
- 戸田市立艇庫
- 戸田公園管理棟
- 成城大学
- 成蹊大学
- 一橋大学
- 明治大学
- 東京経済大学
- 筑波大学
- 東北大学[注 1]
- NTT東日本（新）[10][11]
- 法政大学
- 学習院大学
- 東京大学
- 旭が丘会館

## 釣り
現在は全面的に釣り禁止となっているが、ボートコースはかつて釣りのメッカとしても有名であった（競艇場エリアは以前より釣り禁止）。昭和50年代にはテナガエビやハゼ等が豊富で休日にはボートコース沿いや東端の桟橋周辺は大勢の釣り人やファミリーでにぎわっていた。当時一般的になりつつあったルアーに興じる小中学生も多かった。
今は釣りが禁止されているのにもかかわらず釣りをする人も多く、問題になっている。

## 所在地
管理事務所の所在地（国営のため、所管は文部科学省）
埼玉県戸田市戸田公園5-27

## アクセス
- JR埼京線戸田公園駅から徒歩約15分
- 首都高速5号池袋線戸田南出入口

## 主な大会
毎年、全日本選手権や学生選手権をはじめ、市民大会や大学内での大会 （学内レガッタ）、オール三菱レガッタ等が行われている。1920年（大正9年）に始まり、日本で最も長い歴史を誇る対校競漕大会である、開成高校対筑波大学附属高等学校の試合もここで数十年行われ続けている。テレビ朝日系列で放送していたドラマ「レガッタ〜君といた永遠〜」の舞台はここ戸田漕艇場であり、連日撮影に使用された。

### 国体・オリンピックなど
- 1940年 第11回明治神宮国民体育大会
- 1949年 第4回国民体育大会
- 1959年 第14回国民体育大会
- 1964年 東京オリンピック
- 1967年 第22回国民体育大会
- 1991年 第4回アジア漕艇選手権
- 2004年 第59回国民体育大会

### 全日本選手権
- 全日本選手権
- 全日本軽量級選手権
- 全日本大学選手権 (インカレ)
- 全日本新人選手権